# Symfonie nr. 4 (Simpson)
Robert Simpson componeerde zijn Symfonie nr. 4 van 1970 tot 1972. De compositie van circa 44 minuten is geschreven in opdracht van het Hallé Orchestra. Dat verzorgde dan ook op 26 april 1973 de première onder leiding van James Coughlan.

## Compositie
Het is zijn eerste symfonie die is gecomponeerd in de traditionele vier delen:
1. Allegro moderato;
2. Presto;
3. Andante;
4. Allegro vivace.

Naast deze vierdelige structuur klinkt de symfonie ook als een traditionele symfonie; de houtblazers zijn b.v. alleen dubbel bezet, terwijl modernere symfonieën vaak een uitgebreidere blazerssectie nodig hebben. Wat opvalt is dat de pauken bijna als melodieus muziekinstrument gebruikt wordt en niet alleen ter ondersteuning van het ritme. Ook hier wijkt Simpson af; de meeste moderne componisten gebruiken pauken voor een muzikale dreiging; hier klinken ze behalve licht ook vrolijk. Een verwijzing naar de echte klassieken zoals Ludwig van Beethoven en Franz Joseph Haydn is zonder meer op zijn plaats.

De buitenste delen worden zoals toen (bij de klassieken) gebruikt om een thema te verdiepen en terug te halen. Deel (2) is een vreemde. In dit deel zit een citaat van  symfonie nr. 76 van Haydn. Het lijkt of de componist hier twijfelt tussen het schrijven van een moderne symfonie en een klassieke. Het thema van Haydn komt steeds terug, terwijl de componist dat steeds onderbreekt met zijn eigen inbreng. Het is alsof Simpson de melodie van Haydn niet uit zijn hoofd kan krijgen. Deel (3) is treurig van klank, zodat de vrolijkheid even onderbroken wordt. Deel (4) klinkt weer alsof er niets aan de hand is en spoedt zich naar een ritmisch einde.

Symfonie nr. 5 wordt heel anders.

## Opmerking
Deel (3) is al een keer vervangen door een nieuwe opzet; ook daar was Simpson niet echt tevreden over en plaatste het originele deel weer terug.   

## Bron
- Uitgave van Hyperion Records.